# Verdrag van Oliva

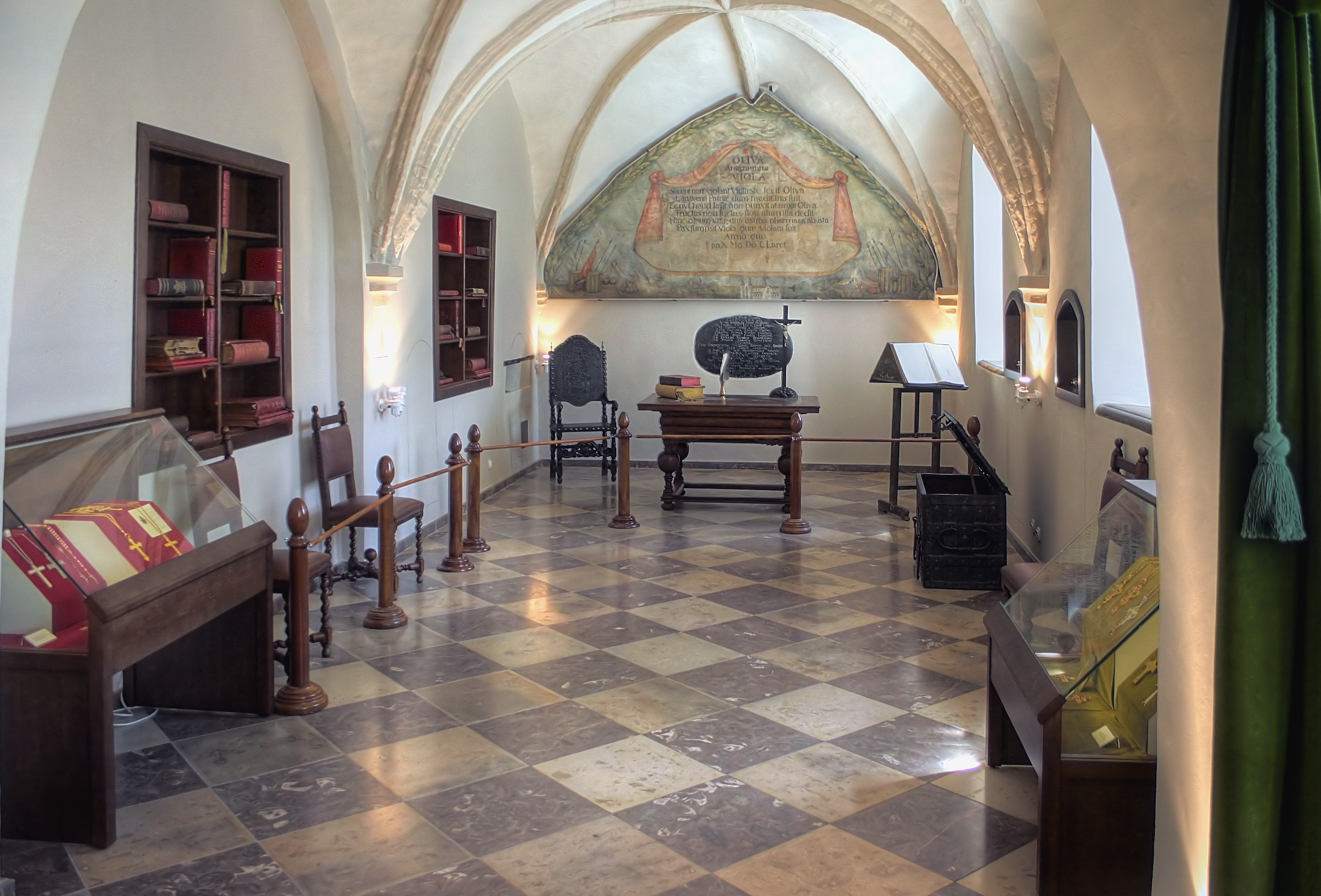
Kamer in het klooster van Oliwa waar het verdrag werd getekend

Het Verdrag van Oliva was een vredesverdrag tussen keizer Leopold I, keurvorst Frederik Willem van Brandenburg, koning Jan II Casimir van Polen en koning Karel X Gustaaf van Zweden. Dit verdrag, dat de  vrede betekende tussen Polen en Zweden, werd ondertekend in Oliwa bij Danzig op 3 mei 1660 (gregoriaanse kalender; 23 april volgens de juliaanse kalender).
Op het eerste gezicht lijkt het verdrag gunstig voor Zweden: Jan Casimir deed afstand van zijn aanspraak op de Zweedse troon en stond Lijfland en Riga aan Zweden af. Aangezien Zweden echter die gebieden de facto al generaties lang beheerste en Jan Casimir zijn aanspraak onmogelijk kracht kon bijzetten, terwijl Karel X in de voorafgaande jaren bijna heel Polen veroverd had, hield het verdrag eigenlijk een erkenning van Karel in dat zijn politiek om Polen en Denemarken met geweld in te lijven voorlopig mislukt was door de Nederlandse interventie en dat hij zijn handen vrij moest maken om althans de veroveringen in Noorwegen en Skåne te behouden. De keurvorst Frederik Willem van Brandenburg werd voor zijn steun en bemiddelende rol door Jan Casimir beloond met het vrij bezit van het hertogdom Pruisen, eerst een Pools leen. 
Op het moment dat het verdrag officieel ondertekend werd, was Karel X al overleden en opgevolgd door zijn vijfjarig zoontje Karel XI. Pas in 1672 kon Zweden zijn agressieve politiek hervatten.